# Lilltjärnen (Lycksele socken, Lappland, 720961-161339)
Lilltjärnen är en sjö i Lycksele kommun i Lappland och ingår i Umeälvens huvudavrinningsområde.